# Teah Dennis
Teah Dennis Jr. (Monrovia, 7 maggio 1992) è un calciatore liberiano, difensore del Monrovia C.B..

## Statistiche

### Presenze e reti nei club
| Stagione        | Squadra         | Campionato      | Campionato | Campionato | Coppe nazionali | Coppe nazionali | Coppe nazionali | Coppe continentali | Coppe continentali | Coppe continentali | Altre coppe | Altre coppe | Altre coppe | Totale | Totale |
| Stagione        | Squadra         | Comp            | Pres       | Reti       | Comp            | Pres            | Reti            | Comp               | Pres               | Reti               | Comp        | Pres        | Reti        | Pres   | Reti   |
| --------------- | --------------- | --------------- | ---------- | ---------- | --------------- | --------------- | --------------- | ------------------ | ------------------ | ------------------ | ----------- | ----------- | ----------- | ------ | ------ |
| 2019-2020       | Punjab          | IL              | 8          | 0          | SC              | -               | -               | -                  | -                  | -                  | -           | -           | -           | 8      | 0      |
| Totale carriera | Totale carriera | Totale carriera | 8          | 0          |                 | 0               | 0               |                    | -                  | -                  |             | -           | -           | 8      | 0      |

### Cronologia presenze e reti in nazionale
| Cronologia completa delle presenze e delle reti in nazionale ― Liberia | Cronologia completa delle presenze e delle reti in nazionale ― Liberia | Cronologia completa delle presenze e delle reti in nazionale ― Liberia | Cronologia completa delle presenze e delle reti in nazionale ― Liberia | Cronologia completa delle presenze e delle reti in nazionale ― Liberia | Cronologia completa delle presenze e delle reti in nazionale ― Liberia | Cronologia completa delle presenze e delle reti in nazionale ― Liberia | Cronologia completa delle presenze e delle reti in nazionale ― Liberia |
| Data                                                                   | Città                                                                  | In casa                                                                | Risultato                                                              | Ospiti                                                                 | Competizione                                                           | Reti                                                                   | Note                                                                   |
| ---------------------------------------------------------------------- | ---------------------------------------------------------------------- | ---------------------------------------------------------------------- | ---------------------------------------------------------------------- | ---------------------------------------------------------------------- | ---------------------------------------------------------------------- | ---------------------------------------------------------------------- | ---------------------------------------------------------------------- |
| 13-11-2015                                                             | Monrovia                                                               | Liberia                                                                | 0 – 1                                                                  | Costa d'Avorio                                                         | Qual. Mondiali 2018                                                    | -                                                                      |                                                                        |
| 17-11-2015                                                             | Abidjan                                                                | Costa d'Avorio                                                         | 3 – 0                                                                  | Liberia                                                                | Qual. Mondiali 2018                                                    | -                                                                      |                                                                        |
| 24-03-2016                                                             | Gibuti                                                                 | Gibuti                                                                 | 0 – 1                                                                  | Liberia                                                                | Qual. Coppa d'Africa 2019                                              | -                                                                      | Cap.                                                                   |
| 29-03-2016                                                             | Monrovia                                                               | Liberia                                                                | 5 – 0                                                                  | Gibuti                                                                 | Qual. Coppa d'Africa 2019                                              | -                                                                      | Cap.                                                                   |
| 05-06-2016                                                             | Monrovia                                                               | Liberia                                                                | 2 – 2                                                                  | Togo                                                                   | Qual. Coppa d'Africa 2019                                              | -                                                                      | Cap.                                                                   |
| 04-09-2016                                                             | Monastir                                                               | Tunisia                                                                | 4 – 1                                                                  | Liberia                                                                | Qual. Coppa d'Africa 2019                                              | -                                                                      |                                                                        |
| 11-06-2017                                                             | Harare                                                                 | Zimbabwe                                                               | 3 – 0                                                                  | Liberia                                                                | Qual. Coppa d'Africa 2019                                              | -                                                                      | Cap.                                                                   |
| 09-09-2018                                                             | Monrovia                                                               | Liberia                                                                | 1 – 1                                                                  | RD del Congo                                                           | Qual. Coppa d'Africa 2019                                              | -                                                                      |                                                                        |
| 11-10-2018                                                             | Brazzaville                                                            | Rep. del Congo                                                         | 3 – 1                                                                  | Liberia                                                                | Qual. Coppa d'Africa 2019                                              | -                                                                      |                                                                        |
| 16-10-2018                                                             | Monrovia                                                               | Liberia                                                                | 2 – 1                                                                  | Rep. del Congo                                                         | Qual. Coppa d'Africa 2019                                              | 1                                                                      |                                                                        |
| 18-11-2018                                                             | Monrovia                                                               | Liberia                                                                | 1 – 0                                                                  | Zimbabwe                                                               | Qual. Coppa d'Africa 2019                                              | -                                                                      |                                                                        |
| 24-03-2019                                                             | Kinshasa                                                               | Liberia                                                                | 1 – 0                                                                  | RD del Congo                                                           | Qual. Coppa d'Africa 2019                                              | -                                                                      |                                                                        |
| 26-03-2019                                                             | Abidjan                                                                | Costa d'Avorio                                                         | 1 – 0                                                                  | Liberia                                                                | Amichevole                                                             | -                                                                      |                                                                        |
| 04-09-2019                                                             | Monrovia                                                               | Liberia                                                                | 3 – 1                                                                  | Sierra Leone                                                           | Qual. Mondiali 2022                                                    | -                                                                      |                                                                        |
| 08-09-2019                                                             | Freetown                                                               | Sierra Leone                                                           | 1 – 0                                                                  | Liberia                                                                | Qual. Mondiali 2022                                                    | -                                                                      | 90+6’                                                                  |
| 09-10-2019                                                             | Monrovia                                                               | Liberia                                                                | 1 – 0                                                                  | Ciad                                                                   | Qual. Coppa d'Africa 2021                                              | -                                                                      |                                                                        |
| 13-10-2019                                                             | N'Djamena                                                              | Ciad                                                                   | 1 – 0 (6-4 dtr)                                                        | Liberia                                                                | Qual. Coppa d'Africa 2021                                              | -                                                                      |                                                                        |
| Totale                                                                 |                                                                        | Presenze                                                               | 17                                                                     |                                                                        | Reti                                                                   | 1                                                                      |                                                                        |

## Palmarès

### Club

#### Competizioni nazionali
- Coppa di Giordania: 1

Al-Ahli: 2015-2016